# Polystichum oculatum
Polystichum oculatum là một loài dương xỉ trong họ Dryopteridaceae. Loài này được William Jackson Hooker mô tả khoa học đầu tiên năm 1862.